# 앨빈 한센
앨빈 하비 한센 (Alvin Harvey Hansen, 1887년 8월 23일 ~ 1975년 6월 6일)은 미네소타 대학교에서 가르쳤으며 후에 하버드 대학교에서 경제학과 석좌교수를 역임한 미국의 경제학자이다. 종종 "미국 케인즈 "라고 불리는 그는 경제 문제에 대해 널리 읽힌 인기 있는 작가이자 경제 정책에 관한 정부의 영향력 있는 고문이었다. 한센 은 경제 자문 위원회와 사회 보장 시스템을 만드는 데 도움을 주었다. 그는 1930년대와 40년대에 미국에서 케인즈주의 경제학을 소개한 것으로 오늘날 가장 잘 기억되고 있다.
그는 다른 누구보다 효과적으로 케인즈의 《일반 이론》에 구현된 아이디어를 설명하고 확장하며 길들여지고 대중화했다. 그는 존 힉스의 IS-LM 모형을 개발하는 데 도움을 주었다.

## 생애
한센은 1887년 8월 23일 사우스다코타주 비보그에서 농부인 닐스 한센과 마리 베르기타 닐슨의 아들로 태어났다. 1910년 인근 Yankton College (1984년 폐쇄)에서 영어 전공으로 졸업하고 1913년 University of Wisconsin-Madison에 입학하여 Richard Ely 와 John R. Commons 에게 경제학을 공부했으며, 이들로부터 경제학을 사용하는 방법을 배웠다. 시급한 사회 문제를 해결한다. 1916년 박사 과정을 마친 후. 한센은 Mabel Lewis와 결혼하여 두 자녀를 두었다.
그는 박사 학위 논문 "번영과 불황의 순환"을 쓰는 동안 브라운 대학교에서 가르쳤다. 1918년에 학위 논문(1921년 출판)이 완료되자, 그는 1919년 서부 미네소타 대학으로 다시 이주했고, 그곳에서 1923년 정규 교사의 자리에 빠르게 올랐다. 그 후 그의 Business Cycle Theory (1927)와 그의 입문서 Principles of Economics (1928, Frederic Garver와 함께)를 통해 광범위한 경제학 전문가들의 관심을 끌었다. 1928년에서 1929년 사이에 유럽 여행에 자금을 지원한 구겐하임 보조금의 도움으로 쓴 불균형 세계에서의 경제 안정화 (1932)는 한센을 보다 광범위한 공무계에 설립했다. 그는 1932년 미국 통계 협회의 회원으로 선출되었다.
1937년에 그는 하버드 대학의 초청을 받았다.
한센은 1940년 연방준비제도이사회에서 Marriner Eccles의 특별 경제 고문으로 임명되어 1945년까지 책임을 맡았다.
1956년 현직 교직에서 은퇴한 후 그는 1975년 6월 6일 버지니아주 알렉산드리아에서 87세의 나이로 사망했다.
경제 이론에 대한 그의 가장 뛰어난 공헌은 IS-LM 모형의 존 힉스와 공동 개발한 것이다. IS–LM 다이어그램은 투자 - 저축 (IS) 곡선과 유동성 선호 - 화폐 공급 (LM) 곡선 사이의 관계를 보여주고 있다고 주장한다. 통화 및 재정 정책이 GDP에 미치는 영향을 설명하기 위해 주류 경제 문헌 및 교과서에서 사용된다.
한센은 미국 의회에서 인플레이션을 퇴치하는 주요 수단으로 실업을 사용하는 것에 반대한다는 증거를 여러 차례 제시했다. 그는 인플레이션이 이자율과 세율의 변화뿐만 아니라 물가와 임금에 대한 통제도 가능하다고 주장했다.

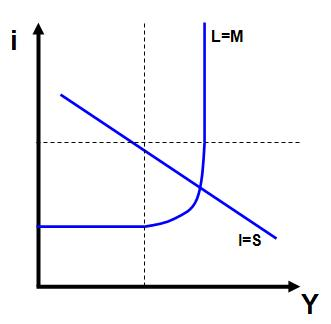
y축에 이자율(i)을 표시하고 x축에 국민소득 또는 생산(Y)을 표시하는 IS–LM 모델

한센의 경제학에 대한 가장 잘 알려진 공헌은 IS-LM 모형의 개발이었다. 이 프레임워크는 재정 및 통화 정책을 사용하여 국민 소득을 변경할 수 있는 방법을 설명하기 위해 투자-저축(IS) 곡선과 유동성-화폐 공급(LM) 곡선을 그래픽으로 표현한다고 주장한다.